# Skały Kawalerskie

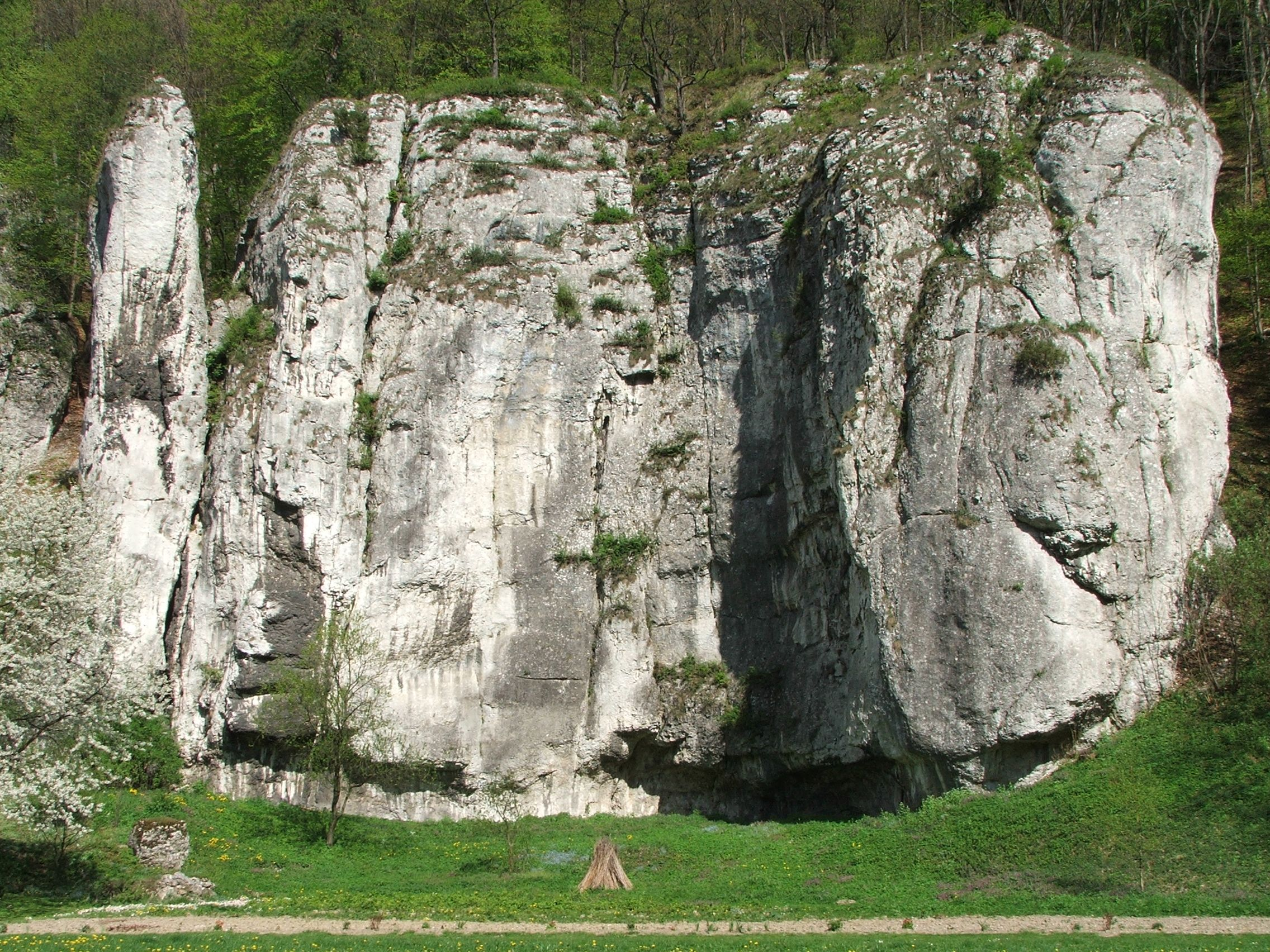
Skały Kawalerskie

Skały Kawalerskie – grupa skał wapiennych w Ojcowskim Parku Narodowym. Znajdują się na wschodnim zboczu Doliny Prądnika, obok wylotu wąwozu Wrześnik. Powstały w wyniku działalności wody. Są to strome skały o pionowych ścianach wznoszące się ponad płaskim i trawiastym dnem doliny. Nie wolno uprawiać na nich wspinaczki skałkowej. Naprzeciwko nich znajdują się Panieńskie Skały, a w środku samotna Igła Deotymy. Nazwę Skały Kawalerskie nadano, jak mówią mieszkańcy doliny, aby Pannom nie było smutno.

## Szlak turystyczny
– zielony z Doliny Sąspowskiej przez Złotą Górę, Dolinę Prądnika, obok Jaskini Ciemnej, przez Górę Koronną, Górę Okopy i Wąwóz Smardzowicki do Doliny Prądnika.